# Joan Plaza
Joan Plaza Durán (Barcelona, 26 de dezembro de 1963) é um treinador de basquetebol profissional espanhol que atualmente é o treinador principal do Unicaja Malaga. Em sua passagem pelo Real Madrid foi escolhido para receber o Prêmio de Melhor Treinador pela AEEB na temporada 2006-07.

## Carreira
- 2000-05.  DKV Joventut (assistente)
- 2005-06.  Real Madrid (assistente)
- 2006-09.  Real Madrid
- 2009-12.  Cajasol Sevilla
- 2012-13.  Žalgiris Kaunas
- 2013-presente. Unicaja Malaga